# Hans Gessner
Hans Gessner (6 de Maio de 1919) foi um comandante de U-Boot que serviu na Kriegsmarine durante a Segunda Guerra Mundial.

## Carreira militar
Hans Gessner iniciou a sua carreira militar no ano de 1938, vindo a comandar o U-1008 no dia 18 de novembro de 1944, permanecendo no comando deste até o dia 6 de maio de 1945, quando o U-Boot foi afundado por sua tripulação. Não realizou nenhuma patrulha de guerra durante o conflito.

### Patentes
| Offiziersanwärter    | 1 de outubro de 1938  |
| Seekadett            | 1 de julho de 1939    |
| Fähnrich zur See     | 1 de dezembro de 1939 |
| Oberfähnrich zur See | 1 de agosto de 1940   |
| Leutnant zur See     | 1 de abril de 1941    |
| Oberleutnant zur See | 1 de abril de 1943    |